# Calze de Gènova

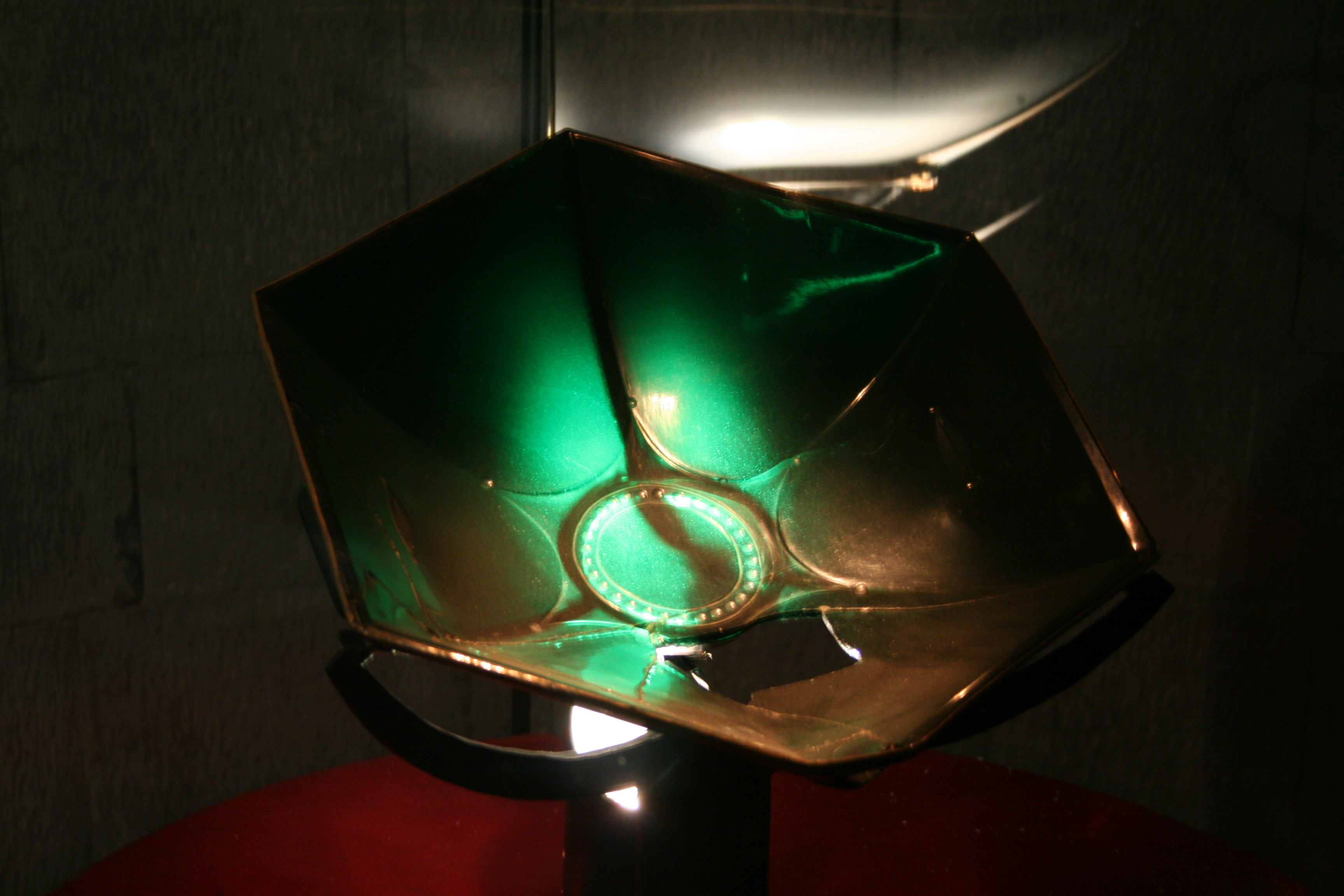
El Sacro Catino o Calze de Gènova

El Calze de Gènova o Sacro Catino és un recipient que es troba al tresor de la catedral de Sant Llorenç de Gènova i que s'ha relacionat amb el calze utilitzat per Jesús de Natzaret durant el Sant Sopar i, per tant, és una de les relíquies relacionades amb Jesús. Fins al segle xix s'havia sostingut que l'objecte fou tallat de maragda i es correspondria amb el calze ofert per la Reina de Sabà al Rei Salomó abans de ser utilitzat en l'últim sopar. Va ser enviat a París després de la conquesta d'Itàlia per part de Napoleó, i va ser retornat trencat, el que permet assegurar que en realitat és un plat de vidre persa o egipci verd, d'uns 35 centímetres d'amplada.

## Origen
Des de la mort de Jesús de Natzaret fins al segle xi no es té cap informació documentada sobre aquest calze. S'especula que durant els anys posteriors hauria estat en poder dels apòstols, després dels cristians que fugien de l'Imperi Romà, i que passant per mans dels grecs va acabar en mans de perses, sarrains i turcs, i els genovesos el van rescatar al segle xii.
Hi ha dues teories principals sobre la seva trobada. Segons un document de Guillem de Tir escrit al voltant del 1170, durant la Primera Croada es va trobar a la mesquita de Cesarea de Palestina el 1101. Els genovesos, creient que era de maragda, l'haurien acceptat en lloc d'una gran suma de diners. Una història alternativa de la crònica espanyola diu que es va trobar quan Alfons VII de Castella va prendre Almeria als musulmans el 1147 amb l'ajut dels genovesos i li van dir que aquesta era l'única cosa que tenia valor de la ciutat. Segons la crònica de Gènova escrita a finals del XIII de Jacobus de Voragine, la identificació del sacre catino amb el Sant Calze no es fa fins més tard.

## Recorregut

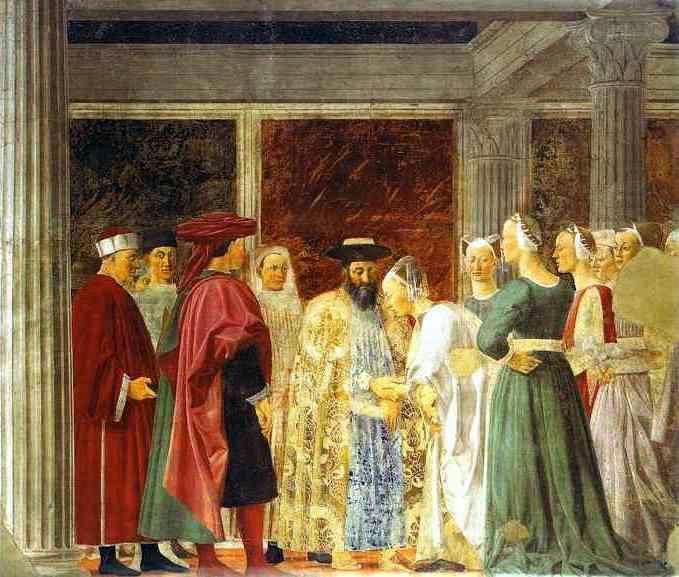
Salomó i la reina de Saba, de Piero della Francesca (1452-1466)

### Gènova
Jean Danton, l'historiador de Lluís XII de França, explica el 1501 que el recipient estava a la catedral de Gènova i el descriu dient que es tractava d'una maragda molt valuosa tallada a manera d'un plat allargat. Afegia que tenia dues nanses de pedra confeccionades a través d'un gran treball. El recipient es guardava en un armari de ferro de la sagristia, la clau només la tenia el degà de la catedral i l'objecte només s'exposava públicament una vegada l'any, quan es col·locava en un lloc elevat i un prelat el sostenia amb les seves mans lligades amb una corda, i la seva custòdia era reservada als Cavallers de Clavigeri. Una llei de 1476 castigava fins i tot amb la mort en cas que es malmetés l'or, la plata, les pedres, el coral o altres materials del recipient per tal d'evitar que els curiosos i els cincrèduls poguessin malmetre o trencar el calze amb exàmens i proves, el que s'hauria considerat una pèrdua irreparable per la República de Gènova.
Aquesta llei encara estava en vigor a mitjans del segle xviii. Se sap perquè a la primera meitat del segle xix Pasquin Valeri va escriure que el geòleg i explorador francès Charles-Marie de La Condamine a mitjans del segle xviii va examinar el Sacro Catino amb un diamant, amb l'objectiu de ratllar-lo i comprovar-ne la duresa, però el monjo encarregat de vetllar l'objecte el va advertir de la llei que encara estava en vigor. Per això només hauria pogut comprovar l'existència de bombolles, el que evidenciava que es tractava de vidre i no de maragda, tot i que les seves observacions no van fer canviar la creença popular.

### França
Durant la Campanya d'Itàlia (1799-1800) dirigida per Napoleó Bonaparte, va ser robat de la catedral i portat a París el 1809, on va ser examinat per una comissió de l'Acadèmia de Ciències francesa que va arribar a la conclusió que era un recipient de vidre de color verd, i no pas maragda. El 1823 Rabelais afirmà que el recipient tenia un gran valor i que estava a París. Va passar a conservar-se al Departament de monedes, medalles i antiguitats de la Biblioteca Nacional de França.

### Gènova
Es va trencar quan el recipient es va tornar després de la derrota de Napoleó i es va perdre en el viatge de Torí a Gènova. Està exposat a la catedral de Sant Llorenç de Gènova.